# Капустин, Владимир Олегович
Влади́мир Оле́гович Капу́стин (род. 16 марта 1971, Ангарск, Иркутская область) — советский и российский актёр театра и кино, Заслуженный артист России (2006).

## Биография
Владимир Капустин родился 16 марта 1971 года в Ангарске (Иркутская область).
В 1994 году окончил Иркутское театральное училище (мастерская А. А. Булдакова и В. А. Дуловой), в 1998 — окончил ВГИК (мастерская Евгения Киндинова).
Актёр Театра под руководством Армена Джигарханяна (с 1998 г.).

## Творчество

### Роли в театре
- «Tiny Alice, или Крошка Алиса» (Адвокат)
- «Пороховая бочка» — Симо
- «Ревизор» Н. В. Гоголя — Судья
- «Сердце не камень» — Иннокентий
- «Театр-убийца» — Мун
- «Требуется лжец!» (Г-жа Папаиоанну, Стафис)
- «Три сестры» А. П. Чехова — Вершинин

### Фильмография
- 1998 — Ретро втроём
- 1999 — Новости
- 2000 — Империя под ударом — студент-террорист Полторацкий
- 2002 — Цирк — артист
- 2002 — Антикиллер — бандит из группировки Шамана
- 2003 — Золотой век — Жозеф Фуше
- 2003 — Лучший город Земли — шулер
- 2003 — Прощальное эхо — «Хариус»
- 2003 — Тёмная лошадка — безработный убийца
- 2004 — Одинокое небо — Шведов
- 2004 — Похитители книг
- 2004 — Штрафбат — Георгий Точилин, штрафник
- 2004 — Дальнобойщики 2 (8-я серия «Дураков дорога учит») — Лёнчик
- 2005 — Авантюристка — продавец
- 2005 — Аэропорт — Виталий/Валерий
- 2005 — Бухта Филиппа — милиционер Кулясов
- 2005 — Казус Кукоцкого — могильщик
- 2005 — Коля — перекати поле — Славик, муж Натальи
- 2005 — Моя прекрасная няня — Паша
- 2005 — Тайная стража — Волан
- 2005 — Частный детектив — Григорий
- 2006 — Бесы — Шигалёв, Алексей Егорович
- 2006 — Киножурнал «Фитиль», выпуск № 110 (новелла «После боя») — грибник
- 2006 — Карамболь — Зубцов
- 2006 — Парк советского периода — рыбак № 1
- 2006 — Герой нашего времени — капитан Лапин
- 2006 — Солдаты 6
- 2007 — Ваша честь — Карпенко
- 2007 — Экстренный вызов — Иван Щербатов
- 2007 — Завещание Ленина — Варлам Шаламов в зрелые годы
- 2007 — Защита против — Матвей
- 2007 — Срочно в номер — следователь Тихомиров
- 2007-2008 — Чёрный снег — Кондрат
- 2007 — Юнкера — капитан Осадчий
- 2008 — Доченька моя — Денис Комаров
- 2008 — Афганский призрак — Греков
- 2008 — Красный лотос — Дмитрий Львович Никитин
- 2008 — Криминальное видео — Дмитрий Филин
- 2008 — Убийство в дачный сезон — Матвей Юрганов
- 2009 — Самый лучший фильм 2 — «Гармаш»
- 2009 — Исчезнувшие — командир партизанского отряда
- 2009 — Третьего не дано — полковник Ракитин
- 2009 — Петя по дороге в Царствие Небесное — старшина милиции
- 2009 — Исаев — Владимир Будников, следователь ВЧК
- 2009 — Щенок — папа Алёши
- 2010 — Утомлённые солнцем 2: Предстояние
- 2010 — Небо в огне — Ковалёв
- 2010 — Брестская крепость — солдат, засыпанный кирпичами
- 2010 — Большая нефть — Дмитрий Клевицкий
- 2010 — Доктор Тырса — Валера, телеведущий
- 2010 — Естественный отбор — Павел Лопатин «Лопа»
- 2010 — В лесах и на горах — Еким Прохорович Стукалов
- 2010 — Детям до 16 — отец Даши
- 2010 — Побег — Александр Сорокин
- 2010 — Мамочки — Алексей Миронов, участковый
- 2011 — Пуля-дура 4-5 — Владимир Олегович Желтов, подполковник
- 2011 — «Алиби» на двоих (фильм 9-й «Наследница») — Лопухин («Лорд»), домушник
- 2011 — Раскол
- 2011 — Фарфоровая свадьба — муж Полины
- 2011 — Мой папа Барышников — Михаил, отец Бориса
- 2011 — Чёрные волки — капитан Сикора
- 2011 — Без правил — Сысоев
- 2011 — Высоцкий. Спасибо, что живой — старшина милиции
- 2012 — Астра, я люблю тебя
- 2012 — Участковый — киллер
- 2012 — Ялта-45 — Леонид, контуженный ветеран
- 2012 — Самара — капитан Прокопенко, следователь
- 2012 — Три товарища — Костя Гракин
- 2012 — Синдром дракона — Алексей Павлович Харченко, подполковник
- 2013 — Ночные ласточки — Феллер
- 2013 — Хозяйка тайги 2
- 2013 — Страсти по Чапаю — Пётр Камышковцев
- 2013 — Подпоручикъ Ромашовъ — капитан Осадчий
- 2013 — Бесценная любовь — следователь Игнатьев
- 2013 — Бывшая жена — Олег Сергеевич Васильев, должник
- 2013 — Краплёный — Валерий Евграфов, лейтенант
- 2013 — Станица — Степан Королёв, тракторист
- 2014 — Море. Горы. Керамзит — Владимир, подполковник
- 2014 — Хорошие руки — Николай Кузьмин
- 2015 — Пионеры-герои — водитель «Волги»
- 2015 — Чужая война
- 2015 — Петля Нестерова — Фомин, сотрудник КГБ
- 2016 — Тальянка — Сергей Пермяков, друг и однополчанин Степана
- 2016 — Чистое искусство — оперативник
- 2016 — Монах и бес — монах-чтец
- 2016 — Отражение радуги — Долгов, судмедэксперт
- 2016 — Клад — Иван Остапыч, майор милиции, дядя Кати
- 2017 — Тот, кто читает мысли (Менталист) (серия № 2 «Подростковая драма») — Андрей Сергеевич Терентьев, шофёр-дальнобойщик
- 2017 — Власик. Тень Сталина
- 2017 — Аритмия — начальник подстанции скорой помощи
- 2017 — Актриса — Анатолий
- 2017 — Территория — Константин Гаврилычев, следователь
- 2018 — Крепкая броня — полковник Роганин
- 2018 — Чужая дочь — участковый
- 2018 — Жили-были — Витя, брат Гриши
- 2018 — Танки — командир РККА
- 2018 — Топор — Фёдор Мохов, командир взвода
- 2018 — Никто не узнает — кардиолог
- 2019 — Гадалка — Николай Томин, капитан полиции
- 2019 — Волшебник — Алик
- 2019 — Прыжок Богомола — Савелий Евгеньевич Зобов, инструктор немецкой разведывательно-диверсионной школы
- 2019 — Текст — таксист
- 2020 — Белый снег — Воронин, тренер по лыжным гонкам
- 2021 — Пробуждение — Владимир Алексеевич Чумаков

## Критика
Критики отметили главную роль Капустина в сериале «Завещание Ленина» о В. Т. Шаламове.
О. Хлебников оценил игру Капустина как «по-шаламовски сдержанную». А. Бородина назвала Капустина талантливейшим актёром, отметив, что он до этой роли он не был известен широкой публике. З. Миркина посчитала, что благодаря игре Капустина и других актёров «вся трагедия Колымы становится зримой».